# Klein Ödön
Klein Ödön (Bihar, 1851. december – Budapest, Terézváros, 1924. szeptember 24.) magyar újságíró, miniszteri tanácsos.

## Életpályája
Szülei Klein Ármin és Fischer Rozália voltak. Előbb vidéki, majd fővárosi lapokba írt politikai és gazdasági tárgyú cikkeket. 1882-től a miniszterelnökségi sajtóirodában dolgozott. 1894-től miniszteri titkár, 1903-tól osztálytanácsos volt. 1895-ben újjászervezte a Magyar Távirati Iroda hírszolgálatát, kiépítette a rendszeres kapcsolatot a külföldi távirati irodákkal. 1911-ben nyugdíjba vonult. Többször volt a sajtóiroda vezetője.
Felesége Müller Eugénia zongoraművész volt, akivel 1913. október 28-án Budapesten, a Terézvárosban kötött házasságot.